# 中興航空

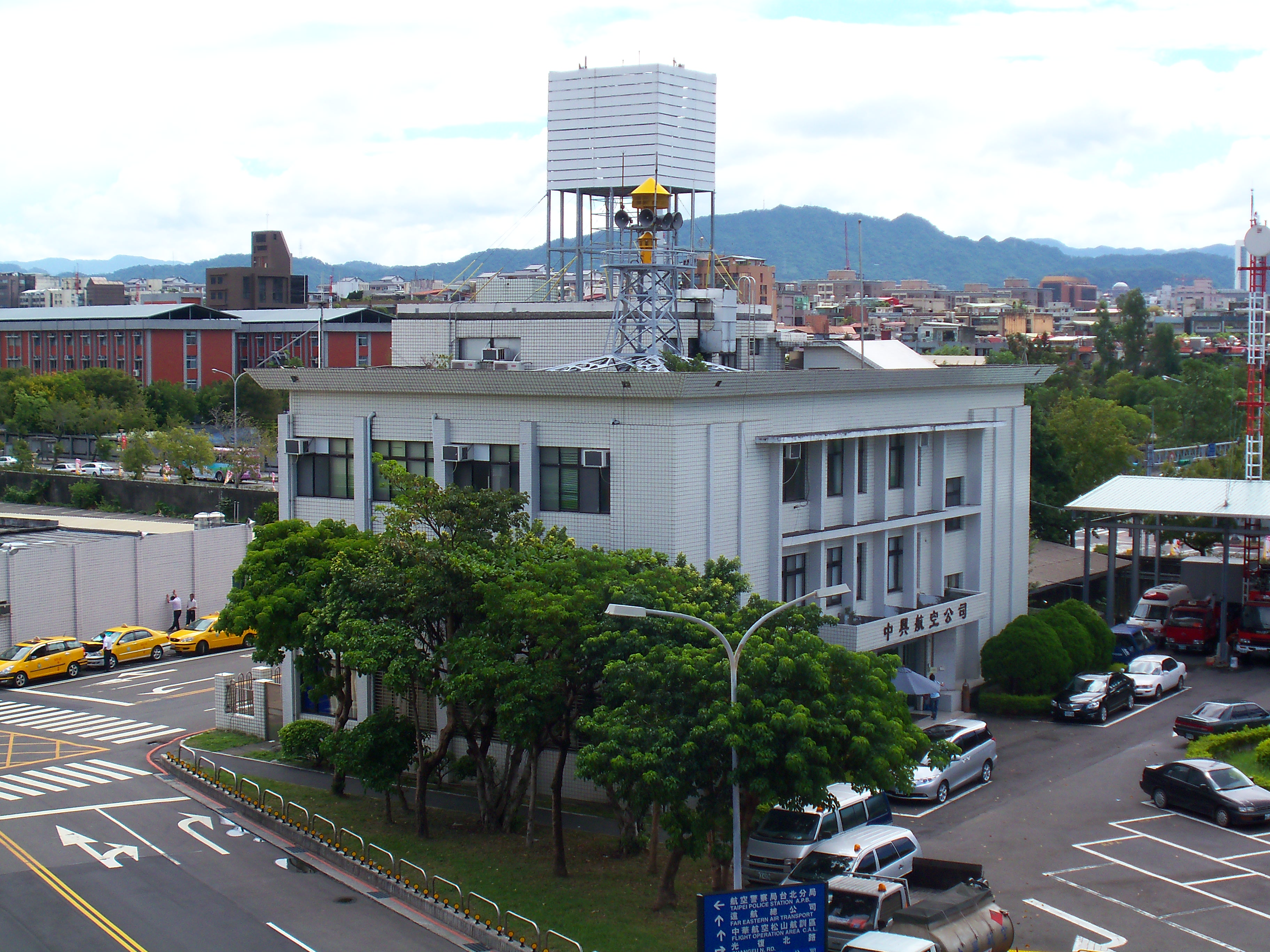
中興航空公司（2009年）

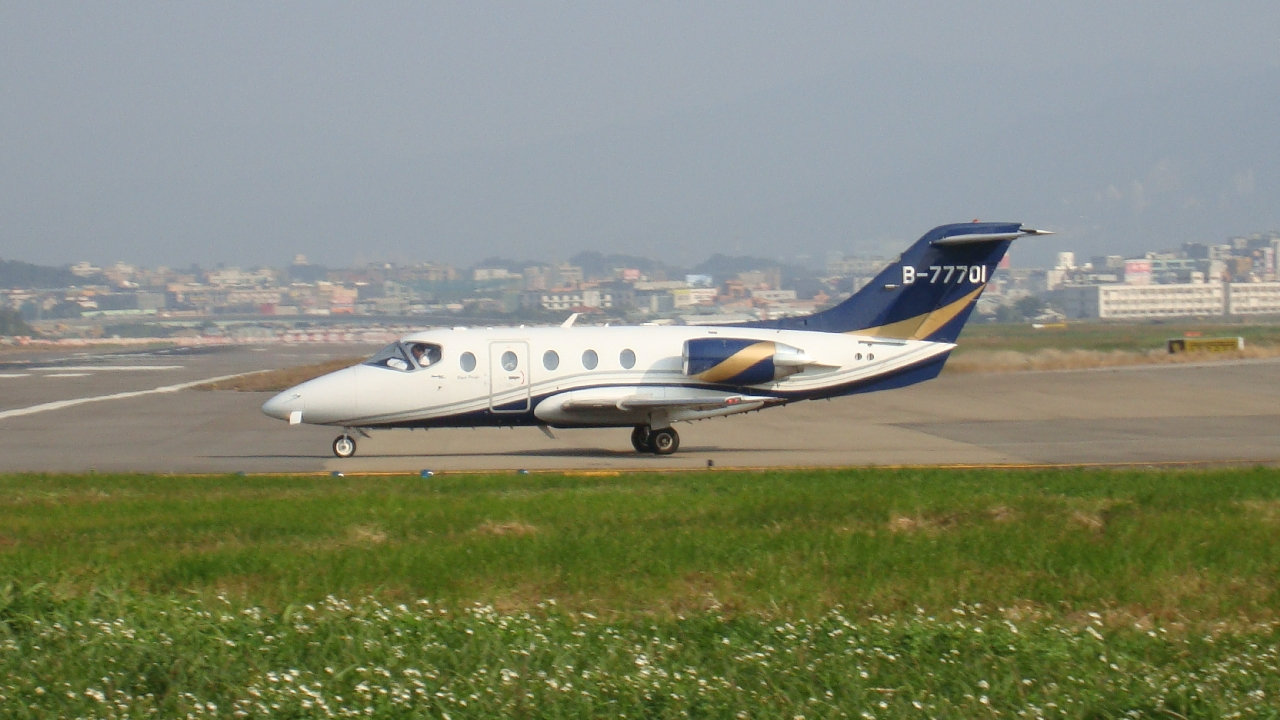
中興航空Raytheon Hawker 400XP B-77701 醫療專機

中興航空（英文：SunRise Airlines，簡稱SRA），為已結業的台灣航空公司，成立於1992年，屬於通用航空業，以空中醫療運送或轉送為主要營運項目，有派駐專機於松山機場。
此外，2013年臺東熱氣球嘉年華會自由飛航空中遊覽活動，也由該公司所承辦。
2015年11月，由於自2013年以後已經無民航運輸業務，為了節約成本，公司向民航局繳回民用航空運輸業許可證，為1987年台灣開放新航空業者成立後，首家自動繳回民用航空運輸業許可證的業者。

## 機型
- 雷神公司（Raytheon）Hawker 400XP（英语：Hawker 400）
- MBB/川崎重工BK-117直昇機（英语：MBB/Kawasaki BK 117）

## 歷史事件
- 2002年10月，中興航空BK-117直升機在武陵農場執行空中探勘時迫降，造成起落架及機尾受損，機上9人，包括正、副駕駛、機務員3人及委託公司人員6人都生還。
- 2006年11月17日，中興航空負責玉山氣象站運補的BK-117直升機（B-77099），從塔塔加遊客中心停車場分4次將台灣山岳文教基金會進行台灣原住民挑伕研究的11名研究人員，分四次載往玉山北峰，疑違反向民航局登記業務範圍[3]。
- 2008年5月24日，中興航空BK-117直升機（編號B-77008）從松山飛往金門，墜毀於金門機場跑道南側，機上3人，正、副駕駛及救護人員受輕重傷。
- 2009年7月10日，中興航空BK-117直升機在執行金門到台北的醫療結束返航時，在距離金門尚義機場1海浬外墜毀，機上3人，正駕駛生還，副駕駛及醫護人員罹難。
- 2013年10月16日，發生中興航空BK-117墜機事件：中興航空BK-117（編號B-77009）直升機運補物資與人員至玉山氣象站途中，墜毀於玉山北峰，全機3人罹難[4]。
- 2017年，中興航空無力償還欠稅及債務，公司名下所屬資產遭到法院拍賣（例如：熱氣球及直昇機等）[5][6]。

## 腳注
1. ↑  中興航空公司承接【2013年台東熱氣球嘉年華自由飛航空中遊覽】 （页面存档备份，存于） 中興航空官網 2013年8月16日
2. ↑  首例！中興航空繳回民航運輸許可證 （页面存档备份，存于），中國時報 2015年11月4日
3. ↑  玉山運補直升機 疑非法載客登頂 （页面存档备份，存于） 自由時報 2006年11月18日
4. ↑  玉山墜機3死 中興航空11年摔4架同型機 （页面存档备份，存于） 蘋果日報 2013年10月17日
5. ↑  王志偉，中興航空熱氣球遭法拍 下殺至30多萬元 （页面存档备份，存于），民報，2017-08-30
6. ↑  趙國涵，破天荒！中興航空欠稅千萬　直升機遭拍賣 （页面存档备份，存于），TVBS新聞，2017-02-06